# Цементома
Цементома — пухлина, що являє собою щось середнє між цементодисплазією та справжньою пухлиною. Рентгенологічна картина подібна до фіброзної дисплазії.
Цементома складається з одної чи кількох кистозних порожнин, заповнених малоінтенсивною тканиною із вкрапленнями вапна, між якими — смужки незміненої кісткової тканини. Інший тип рентгенологічних проявів — чергування зон плямистого розрідження та незміненої чи ущільненої кісткової тканини з хаотичним вкрапленням звапнень.